# 三波水库
三波水库是中国广西壮族自治区防城港市防城区境内的一座水库，位于沙潭江上，建于1959年。水库正常库容为837万立方米，集雨面积为9平方千米，海拔为15.5米。